# Poncokusumo (plaats)
Poncokusumo is een bestuurslaag in het regentschap Malang van de provincie Oost-Java, Indonesië. Poncokusumo telt 6281 inwoners (volkstelling 2010).